# Cynanchum floriferum
Cynanchum floriferum är en oleanderväxtart som beskrevs av Liede och Meve. Cynanchum floriferum ingår i släktet Cynanchum och familjen oleanderväxter. Inga underarter finns listade i Catalogue of Life.